# Hakan Eskioğlu
Hakan Eskioğlu (ur. 5 lipca 1971) – turecki pływak, uczestnik igrzysk w 1988, na których wystartował w czterech konkurencjach. Na 50 m stylem dowolnym zajął 50. miejsce (w swoim wyścigu eliminacyjnym uplasował się na 6. pozycji z czasem 25,24). W zawodach na 100 m tym samym stylem był 52., tak samo jak w zawodach na dystansie 200 metrów. W eliminacjach do tej pierwszej konkurencji osiągnął czas 53,95, co dało mu 7. miejsce w wyścigu kwalifikacyjnym, natomiast w tej drugiej jego rezultat wyniósł 1:58,45, co pozwoliło mu uplasować się na 7. pozycji w wyścigu eliminacyjnym. Najlepszy olimpijski wynik Eskioğlu uzyskał na 200 m stylem zmiennym – zajął 39. miejsce. Osiągnął czas 2:14,32, który zapewnił mu 3. pozycję w wyścigu eliminacyjnym.